# إدوين براون
إدوين براون (بالإنجليزية: Edwin Brown)‏ هو لاعب دوري الرغبي أسترالي، ولد في 1898، وتوفي في 1972.